# Α-エンドルフィン
α-エンドルフィン (Alpha-endorphin) は、内生のオピオイドペプチドである。アミノ酸配列は、Tyr-Gly-Gly-Phe-Met-Thr-Ser-Glu-Lys-Ser-Gln-Thr-Pro-Leu-Val-Thrである。